# Карлос Авельян
Карлос Авельян (ісп. Carlos Avellán; нар. 31 травня 1982) — колишній еквадорський тенісист.
Найвищу одиночну позицію світового рейтингу — 306 місце досяг 5 січня 2009, парну — 401 місце — 5 березня 2007 року.

## Титули ITF Ф'ючерс

### Одиночний розряд: (4)
| Ранг | Дата     | Турнір                 | Покриття | Суперник              | Рахунок          |
| ---- | -------- | ---------------------- | -------- | --------------------- | ---------------- |
| 1.   | Лип 2003 | Еквадор F2, Гуаякіль   | Ґрунт    | Хав'єр Таборга        | 1–6, 6–4, 7–6(6) |
| 2.   | Вер 2006 | Венесуела F4, Pampatar | Ґрунт    | Хуліо-Сесар Кампосано | 6–1, 6–0         |
| 3.   | Сер 2008 | Еквадор F2, Гуаякіль   | Тверде   | Луїджі Д'Агорд        | 7–6(3), 7–6(5)   |
| 4.   | Сер 2008 | Еквадор F3, Гуаякіль   | Тверде   | Луїджі Д'Агорд        | 7–5, 6–0         |

### Парний розряд: (3)
| Ранг | Дата     | Турнір                 | Покриття | Партнер               | Суперники                              | Рахунок          |
| ---- | -------- | ---------------------- | -------- | --------------------- | -------------------------------------- | ---------------- |
| 1.   | Вер 2006 | Венесуела F4, Pampatar | Ґрунт    | Хуліо Сесар Кампосано | Маурісіо Ечасу Серхіо Рамірес          | 7–6(0), 6–4      |
| 2.   | Січ 2007 | Колумбія F1, Манісалес | Ґрунт    | Дієґо Альварес        | Хуан Себастьян Кабаль Карлос Саламанка | 1–6, 6–3, 7–6(6) |
| 3.   | Тра 2008 | Італія F12, Віченца    | Ґрунт    | Хорхе Агілар          | Джанкарло Петраццуоло Вальтер Трузенді | 7–6(2), 6–4      |